# Monfarracinos
Monfarracinos es un municipio y localidad de España, en la comunidad autónoma de Castilla y León, dentro de la provincia de Zamora, situado en la comarca de Tierra del Pan.

## Topónimo
Monfarracinos, antiguo Monzarracinos, es topónimo compuesto de un apócope de monte y el nombre personal o étnico Sarracinus.  La s– inicial evoluciona hacia z– por dilación consonántica como en los topónimos asturianos Cerracín, Zarracín, Zarracina, aducidos por Cunha Serra. Puede compararse con SERĀRE > cerrar y con los parajes, en término de Palacios del Arzobispo (Salamanca) Los Cerracines o Serracinos, y su correlativo Cerrecín o Cerracín en Valdelosa. Posteriormente, la conocida confusión vulgar z <> f favorecería el paso a Monfarracinos. Cunha Serra y Carrera de la Red se inclinarían a ver en esta forma, aparentemente plural, una alusión a un colectivo poblacional de musulmanes (¿o islamizados?). Sin embargo, es más probable ver en el topn. una huella del conocido nombre personal Sarracenus (915), Sarracino (976, 1065), Sarrazino (1055), Serracino (978, 1080), por citar sólo unos ejemplos de Portugal, León y Asturias recogidos por Rivas Quintás.
Sarracinus es nombre de persona. Es muy frecuente en la Edad Media, especialmente en la etnia mozárabe (cristianos que habían estado o estaban aún bajo dominio musulmán). Como nombre personal, daba lugar a apellidos patronímicos: así en 1094 un tal Vermut Sarraciniz (= Bermudo Sarracínez, en Valle de Salmas, junto a Zamora). En un documento en latín de 852 firma un “Sarrazinus presbiter testis”. Asimismo, en la documentación del reinado de Fernando I de León se recoge un "Sarracín Núñez", mientras que en el siglo X se recoge como apellido este topónimo, siendo "Nuño Sarracín" un magnate cercano a Ordoño IV de León.
La mayor parte de las citas medievales a personas con este nombre, sin embargo, figuran lisa y llanamente como Sarrazino, Sarrazín. Un topónimo similar es el de Castello Sarrazín, cerca de Silos (citado en 1222). Otros más: Sarracín (Burgos), Serracín (Segovia), Sarracín de Aliste (Zamora), Villasarracino (Palencia), Castroserracín (Segovia). Todos, sin duda, alusivos a propietarios. El que terminen en –ino o en –ín depende de lo siguiente: generalmente, si la expresión mantenía el genitivo latino (Castrum Sarrazini), tendía a perderse la –i final. Pero, por otro lado, era frecuente en patronímicos la flexión genitiva:  Iohannes Sarrazini (Juan hijo de Sarrazino), y esto da lugar con el tiempo a apellidos Serracín, que pueden a su vez convertirse en nombre. La hipótesis de que Monfarracinos directamente aluda a un asentamiento de sarracenos es casi descartable, porque no cuadra con las costumbres toponímicas de la zona, ni tiene antecedentes o casos comparables. Sólo la apoya el hecho de que vaya, desde antiguo, en plural (monsarracinos). Se registra una forma de 1178: "damus et concedimus medietate de illa ecclesia de Mofarrazinos", que probablemente cabe enmendar como Mosarrazinos. Pero este plural aparente puede ser indicio de que el nombre personal se construía ocasionalmente desde el nominativo (como ocurría en Marcos, Pablos y otros). En cualquier caso, a la luz de más documentación antigua que aparezca, podrá descartarse del todo la hipótesis de un topónimo étnico.
En el plano de la etimología popular, dice la tradición que el nombre viene de "El Monte de los racimos" o de "El monte de los Sarracenos" que derivó en "Monterracinos" para pasar posteriormente al nombre actual de Monfarracinos.

## Historia
La fundación de Monfarracinos y del actual despoblado de Casasola se debe a las repoblaciones llevadas a cabo en la zona por los reyes leoneses en la Edad Media. Así, en el siglo XII se recogen ya donaciones por parte de vecinos de sus derechos en la iglesia de Monfarracinos al obispo Guillermo de Zamora y a la iglesia de San Salvador.
Ya en la Guerra de Independencia, el 6 de enero de 1809 tuvo lugar en Monfarracinos un pequeño combate contra las tropas francesas que buscaban la ciudad de Zamora, en el cual los ejércitos napoleónicos perdieron dos cañones con sus carros de municiones.
Al crearse las actuales provincias en la división provincial de 1833, Monfarracinos quedó encuadrado en la provincia de Zamora, dentro de la Región Leonesa.

## Geografía humana

### Demografía
Cuenta con una población de 995 habitantes (INE 2024).
| Gráfica de evolución demográfica de Monfarracinos entre 1842 y 2021                                                   |
| |
| Población de derecho según los censos de población del INE. Población de hecho según los censos de población del INE. |

## Monumentos
La iglesia de San Martín de Tours posee un campanario típico de espadaña de sillería con tres vanos de medio punto de la época barroca. Está construida en mampostería con una única portada situada al norte y formada por un arco de medio punto y una hornacina de arco rebajado y boquetoncillo gótico. El interior está formado por una nave de tres tramos y arcos de medio punto, en el cual, se encuentran diferentes tallas como la de la Inmaculada que pertenece al XIX designada para presidir el Presbiterio junto con un mosaico de San Martín de Tours titular de la Parroquia, San Antonio Abad del siglo XVII, el Niño Jesús y Santa Águeda pertenecientes al siglo XIX, San Blas y San Martín a caballo de primera mitad del siglo XIX. Cabe destacar la presencia de algunos objetos de plata como un incensario del siglo XVII, un cáliz de época barroca y un Crucifijo del siglo XVII. 
La iglesia parece pertenecer al período barroco, con campanario típico de espadaña.

## Actualidad
Al este del municipio, a un kilómetro y medio, discurre el río Valderaduey. Destaca por su cercanía a la capital y por ello la construcción de chalets individuales y adosados se ha incrementado en los últimos años.

## Fiestas
- 30 de abril hasta 3 de mayo: Quintos.
- 15 de mayo: San Isidro.
- 11 de noviembre: San Martín.